# Медвідське кладовище
Ме́двідське кладови́ще — місцевий сільський цвинтар, розташований у селі Медвідка, Вінницької області, Україна.
Зі слів старожилів села тут є покинуті поховання поляків імперських часів.

## Історія
В Обліковій картці військового поховання №67 вказано місце поховання на кладовищі в селі Медвідка, Лаврівської сільради, Вінницького району, Вінницької області 1944 року. Опис: Братська могила 3 х 4 м, стан гарний. Металевий пірамідний обеліск пофарбований червоною фарбою, увінчаний металевою зіркою з табличкою на 6 прізвищ:
1. Рядовий Гончарук Микита Трифонович __ -1944 на цвинтарі.
2. Партизан Дорощук Олександр Іванович1923-1944 на цвинтарі.
3. Рядовий Комарницький Лука Федорович 1895-1944 на цвинтарі.
4. Партизан Крижавчанин Василь Миколайович 1925-1944 на цвинтарі.
5. Партизан Остапчук Василь Петрович 1925-1944 на цвинтарі.
6. Партизан Остапчук Іван Петрович 1928-1944 на цвинтарі.

## Розташування
Кладовище знаходиться у мальовничому місці села Медвідка, біля широких полів й близько до центру села, де знаходиться кінцева маршрутного автобуса та Церква Параскеви Великомучениці, від якої зазвичай йде останній шлях померлого.
Щоб дістатися до Медвідського кладовища з шляху М21, біля села Дорожнє, повз будинок лісника Медвідського лісництва, звернути на автошлях С020319, при в'їзді в село Медвідка по ліву сторону буде кладовище.

## Визначні постаті
- Ослюк Максим Ігорович (1999—2024) — молодший сержант Збройних сил України, учасник російсько-української війни.
- Подчашинський Дем'ян Олексійович (1969—2023) — сержант Збройних Сил України, учасник російсько-української війни.
- Пилявець Сергій Олегович (1999—2024) — майор Збройних сил України, учасник російсько-української війни. Герой України (2025, посмертно).